# Ambrogio Valadè
Ambrogio Valadè (Milaan, 28 juni 1937 - aldaar, 14 september 2007) was een Italiaans voetballer (verdediger). Na een sterke carrière bij clubs als Internazionale en 8 seizoenen bij US Foggia eindigde hij zijn carrière bij AC Maceratese in de Serie C. Bij Foggia speelde hij 147 wedstrijden in de Serie A en 125 in de Serie B, respectievelijk met 3 en 4 doelpunten.